# Trimeresurus strigatus
Trimeresurus strigatus är en ormart som beskrevs av Gray 1842. Trimeresurus strigatus ingår i släktet palmhuggormar, och familjen huggormar. Inga underarter finns listade i Catalogue of Life.
Arten förekommer i Indien.